# تیلماخوس کاراکالوس
تیلماخوس کاراکالوس (یونانی: Τηλέμαχος Καράκαλος؛ ۱۸۶۶ – ۱۹۵۱) یک شمشیرباز اهل یونان بود.
از افتخارات وی میتوان به کسب مدال نقره سابر در بازی‌های المپیک تابستانی ۱۸۹۶ اشاره کرد.